# Monticello (Lafayette County)
Die Town of Monticello ist eine von 18 Towns im Lafayette County im US-amerikanischen Bundesstaat Wisconsin. Im Jahr 2010 hatte die Town of Monticello 133 Einwohner.
Town hat in Wisconsin eine grundlegend andere Bedeutung, als im übrigen englischsprachigen Bereich. Vielmehr entspricht sie den in den anderen US-Bundesstaaten üblichen Townships, die nach dem County die nächstkleinere Verwaltungseinheit bilden.

## Geografie
Die Town of Monticello liegt im Südwesten Wisconsins, rund 35 km östlich des Mississippi, der die Grenze zu Iowa bildet. Im Süden grenzt die Town an Illinois.
Die Koordinaten der geografischen Mitte der Town of Monticello sind 42°31′58″ nördlicher Breite und 90°7′40″ westlicher Länge. Sie erstreckt sich über eine Fläche von 50,9 km².
Die Town of Monticello liegt im Süden des Lafayette County und grenzt an folgende Nachbartowns und -townships:
| Town of Shullsburg        |                                                    | Town of Gratiot |
| Town of White Oak Springs | Kompassrose, die auf Nachbargemeinden zeigt        |                 |
| Scales Mound Township     | Apple River Township (Jo Daviess County, Illinois) | Warren Township |

## Verkehr
Durch die Town of Monticello verlaufen die County Highways A, W und P. Alle weiteren Straßen sind untergeordnete Landstraßen oder teils unbefestigte Fahrwege.
Die nächsten Flughäfen sind der Dubuque Regional Airport in Iowa (rund 60 km westsüdwestlich) und der Dane County Regional Airport in Wisconsins Hauptstadt Madison (rund 120 km nordöstlich).

## Bevölkerung
Nach der Volkszählung im Jahr 2010 lebten in der Town of Monticello 133 Menschen in 49 Haushalten. Die Bevölkerungsdichte betrug 2,6 Einwohner pro Quadratkilometer. In den 49 Haushalten lebten statistisch je 2,71 Personen.
Ethnisch betrachtet setzte sich die Bevölkerung zusammen aus 96,2 Prozent Weißen sowie 3,8 Prozent aus anderen ethnischen Gruppen. Unabhängig von der ethnischen Zugehörigkeit waren 3,8 Prozent der Bevölkerung spanischer oder lateinamerikanischer Abstammung.
26,3 Prozent der Bevölkerung waren unter 18 Jahre alt, 62,4 Prozent waren zwischen 18 und 64 und 11,3 Prozent waren 65 Jahre oder älter. 48,1 Prozent der Bevölkerung war weiblich.
Das mittlere jährliche Einkommen eines Haushalts lag bei 68.750 USD. Das Pro-Kopf-Einkommen betrug 18.945 USD. 10,9 Prozent der Einwohner lebten unterhalb der Armutsgrenze.

## Ortschaften in der Town of Monticello
Auf dem Gebiet der Town of Monticello befinden sich neben Streubesiedlung keine weiteren Siedlungen.